# Krizsán László
Krizsán László (Pestszentlőrinc, 1929. szeptember 28. – Százhalombatta, 2006. április 3.) történész, levéltáros, az MTA doktora. Levéltári kutatásait többnyire tudományos ismeretterjesztő munkákban adta közre.

## Életrajza
Apja Krizsán Imre, anyja Piller Mária, akik 1917 december 20-án kötöttek házasságot. Krizsán László, Mária nővére és Imre bátyja Pestszentlőrincen született. 1947-ben beiratkozott a Pázmány Péter Tudományegyetemre magyar–történelem szakra, az egyetemet tanulmányai alatt nevezték át Eötvös Loránd Tudományegyetemmé. Harmadévtől történelem-levéltár-keleti nyelvek szakon folytatta tanulmányait.
Első munkahelye a Magyar Országos Levéltár, 1952-1959, ez idő alatt születtek gyermekei László (1952) és Imre (1954). Felesége Ludmilla Vlagyimirovna Maljucskova könyvtáros (Dunai Kőolajipari Vállalat). 1964-től 1967-ig aspiráns volt a Lomonoszov Egyetemen, ahol elnyerte a történelemtudományok kandidátusa címét. Hazatérése után az MTA Arfo-Ázsiai Központjában dolgozott, ennek nevét később Világgazdasági Kutatóintézetre változtatták. A Pest Megyei Levéltár munkatársa volt 1959-1964 között. 1982-ben elnyerte a tudományok doktora akadémiai fokozatot.

## Tevékenysége
Hitvallása volt, hogy a történész feladata felkutatni az igazságot: Azért vagyunk történészek, azért adta Isten a kezünkbe a levéltár kulcsát, hogy menjünk be oda, ássuk be magunkat a történelembe, és mondjuk meg, hogy volt. Jelentős munkája volt Madách Imre 1848-as tevékenységének kutatása. Kutatási területe Afrika népeinek XIX. századi társadalomtörténete és a magyar kutatók szerepének vizsgálata a világ tudományos megismerésében. Alapítása óta részt vett a Magyar Földrajzi Múzeum tudományos programjaiban. Foglalkozik Érd és Százhalombatta történetével, tudománytörténeti kiállítások összeállítója.
Kutatta Magyar László ázsiai és afrikai tevékenységét. Írt Zimmerman Istvánról, aki Zimbabwéban írni tanította az ottaniakat, és lefordította számukra a Bibliát. Feltárta Menyhárt László botanikus tevékenységét, aki olyan növényfajokat terjesztet el Afrikában, amellyel enyhíteni tudta az éhínséget. 
Kutatta Sass Flóra erdélyi árva lány történetét, akit rabszolgapiacon vásároltak meg. Sass Flóra egy angol mérnök (Smuel Baker) feleségeként az afrikai gyarmatosítás enyhítésén dolgozott. Helytörténeti tevékenysége Százhalombatta térségére terjedt ki, a 2001 Százhalom százados krónikája, majd 2006-os Százhalmi Kalendárium formájában. Utolsó munkája Száz év Százhalombatta múltjából már halála után került nyomdába (2006 április 3).
Számos könyvet, tudományos és népszerű tanulmányt írt, melyek magyar, angol, német, orosz, francia és japán nyelven jelentek meg, a magyar és egyetemes történelem, valamint az irodalomtörténet témaköréből

## Főbb művei
- Menyhárt László[4]
- Erkel Ferenc[5]
- Disszertációja[6]
- Madách Imre, Budapest 1964, Százhalombatta 1988[7]
- Madách Imre, levéltári források[8]
- Madách Imréről és 48-ról[9]
- 1919, a Tanácshatalom előzményei[10]
- Livingstone[11]
- Jámbor Pál (Madách Imre)[12]
- Magyar László, Dunaföldvár 1979, Kalocsa 1984, Keszthely 1993, Öttömös 1994[13]
- Magyar László[14][15]

- Benyovszky emlékév[16] Benyovszky Móric helye és szerepe a XVIII. század történelmében. A hazai Benyovszky-kutatások időszerű kérdései.
- Dunaföldvár okmányokban[17]
- A kilombók világa; Afrika az öreg malomban[18]
- "Szolgálni nemzetemnek...". Ács Károly életútja; Városi Tanács – Pest Megyei Levéltár, Ráckeve, 1990 (Ráckevei füzetek)[19]
- Afrika rejtelmes ösvényein. Magyar László életútja; s.n., Dunaföldvár-Öttömös, 1993
- Korai magyar utazók Európában; Nemzeti Tankönyvkiadó, Budapest, 1995 (Távoli tájak magyar utazói)[20]
- Magyar vadászutazók a nagyvilágban; TerraPrint, Budapest, 1998
- Almásy László, Dunaföldvár, 1995; Öttömös, 2004[21]
- Magyar Afrika-kutatók, Dunaföldvár, 1982; Kalocsa, 1988
- Horthy Miklós[22]
- Együttműködés Afrikában[23]
- Czimmerman István[24]
- A halmok üzenete[25]
- Százhalom százados krónikája; Hamvas Béla Városi Könyvtár – Matrica Múzeum, Százhalombatta, 2001
- A magyar irodalom történelmi forrásai; BIP, Budapest, 2002
- A korona árnyékában. Kísérletek a Horthy-dinasztia megalapítására; BIP, Budapest, 2002
- Benyovszky Ázsiában; Terebess, Budapest, 2003
- A sivatag titkait kutatta. Almássy Lászlóról; Magyar. Nyugat, Vasszilvágy, 2005
- Száz év Százhalombatta múltjából. 1849-1945; Önkormányzat – Hamvas Béla Városi Könyvtár, Százhalombatta, 2006

## Díjai
- Magyar Rádió Nívódíj 1964
- Csuka Zoltán-díj 1996